# Tarok
Le tarok (en tarok : yergam) est une langue nigéro-congolaise parlée au Nigeria. Elle est classée dans le groupe des langues du plateau nigérian de la branche bénoué-congolaise.

## Écriture
| a  | a̲ | b | ɓ  | c  | d | ɗ | e | ǝ  | f | gb |
| gh | i | j | k  | kp | l | m | n | ny | ŋ | o  |
| p  | r | s | sh | t  | u | v | w | y  | z | zh |